# Sundasciurus samarensis
Sundasciurus samarensis — вид гризунів родини Sciuridae. Вона є ендеміком Філіппін, де була зареєстрована на островах Самар та Лейте. Її природним середовищем існування є субтропічні або тропічні сухі ліси. Вона процвітає в первинних та вторинних низинних та гірських лісах, включаючи нижні краї мохового лісу. Вона також зустрічається в деяких сільськогосподарських районах. Їй загрожує втрата середовища існування через розширення діяльності людини та полювання.

## Особливості
S. samarensis має довжину тіла приблизно 18,5–19,0 см, а вага — приблизно 165–245 грамів. Хвіст приблизно 15,8–16,5 см завдовжки, трохи коротший за решту тіла. Колір спини та хвоста тварин однорідний темно-сірий, тоді як тулуб і ноги більш попелясто-сірі. Порівняно зі схожим видом Sundasciurus mindanensis ця трохи більша й не має кільця навколо очей; стегна та носова область також суцільно сірого кольору.